# Wagneriana neblina
Wagneriana neblina är en spindelart som beskrevs av Levi 1991. Wagneriana neblina ingår i släktet Wagneriana och familjen hjulspindlar.
Artens utbredningsområde är Venezuela. Inga underarter finns listade i Catalogue of Life.